# Cambefortius dudleyi
Cambefortius dudleyi är en skalbaggsart som beskrevs av Branco 1989. Cambefortius dudleyi ingår i släktet Cambefortius och familjen bladhorningar. Inga underarter finns listade.